# Toutes peines confondues
Toutes peines confondues és una pel·lícula francesa de drama criminal del 1992 protagonitzada per Mathilda May. Va ser filmada i produïda a ubicacions de França i Suïssa, i es va basar en la novel·la de 1985 Sweetheart d'Andrew Coburn.

## Trama
El superintendent de detectius francès Christophe Vade (Patrick Bruel) investiga l'assassinat d'una anciana parella francesa als Alps francesos. En el transcurs de la seva investigació es troba amb Jeanne Gardella (Mathilda May), la dona de l'empresari Antoine Gardella (Jacques Dutronc), membre del crim organitzat, i el fill de la parella assassinada. Antoine Gardella i la seva dona Jeanne viuen harmoniosament, però Jeanne Gardella va ser forçada per Thurson (Vernon Dobtcheff), un agent dubtós de la Interpol al seu "paper d'esposa" en el context d'una acció encoberta contra el crim organitzat. Malgrat els seus antecedents penals, Jeanne estima el seu marit. Thurson també insta a Christophe Vade a investigar a Gardella i la seva dona en relació amb l'assassinat d'aquests pares, i a obtenir un mitjà de pressió addicional per tal que Jeanne Gardella continuï amb aquesta farsa. Thurson no explica aquest pla ni a l'inspector Vade ni a Jeanne Gardella, qui s’enamora, finalment tolerat per Antoine Gardella que accepta que la seva dona va ser obligada a aquesta acció encoberta per Thurson. Estretament entrellaçada amb la història principal, la subtrama juga al milieu de la ciutat suïssa de Zuric, i els avenços del brutal i corrupte policia de la ciutat Scatamacchia (Hans Heinz Moser) contra una hostessa permeten una visió molt personal de Scandurat (Bruce Myers), soci comercial i amic íntim de Gardella. Finalment, Vadella es veu obligat a matar Vade i Jeanne, però es nega i opta per suïcidar-se, per complir amb les regles no escrites dins del crim organitzat.

## Argument
- Patrick Bruel com a Christophe Vade
- Jacques Dutronc com a Antoine Gardella
- Mathilda May com a Jeanne Gardella
- Sophie Broustal com a Laura
- Vernon Dobtcheff com Thurston
- Bruce Myers com a Scandurat
- Joël Barbouth com a Husquin
- Christophe Brault com a Blodgett
- Eric Da Silva com a Roselli
- Jean Dautremay com a Deckler
- Jocelyn-Clair Durvel com a Blau
- Hans Heinz Moser com Scatamacchia
- Michael Pas com a Nordixen
- Bernard Waver com a Roger Silas
- Jürgen Zwingel com a Kimbler
- Joseph Malerba com a inspector Nolo

## Antecedents i producció
La pel·lícula es basa en la novel·la de 1985 Sweetheart d'Andrew Coburn. Toutes peines confondues es va estrenar el 8 d'abril de 1992 a França, a Bèlgica el 4 de juny de 1992, a Alemanya el 27 d'agost de 1992 i a Suècia el 30 de juliol de 1993. La pel·lícula es va rodar i es va produir als Alps francesos, i parcialment a Lió i a Zuric. Per estrena internacional, Toutes peines confondues també va ser tirulada Sweatheart.